# فرودگاه منطقه‌ای منسفیلد لاهم
فرودگاه منطقه‌ای منزفیلد لاهم (به انگلیسی: Mansfield Lahm Regional Airport) یک فرودگاه همگانی بهره‌برداری هوایی با کد یاتا MFD است که یک باند فرود آسفالت دارد و طول باند آن ۲۷۴۴ متر است. این فرودگاه در کشور ایالات متحده آمریکا قرار دارد و در ارتفاع ۳۹۵ متری از سطح دریا واقع شده‌است.